# インフォームド・コンセント
インフォームド・コンセント（英: informed consent）とは、「医師と患者との十分な情報を得た（伝えられた）上での合意」を意味する概念。
医師が説明をし、同意を得ること。
特に、医療行為（投薬・手術・検査など）や治験などの対象者（患者や被験者）が、治療や臨床試験・治験の内容についてよく説明を受け十分理解した上で（英: informed）、対象者が自らの自由意志に基づいて医療従事者と方針において合意する(同意する)（英: consent）ことである（単なる「同意」だけでなく、説明を受けた上で治療を拒否することもインフォームド・コンセントに含まれる）。説明の内容としては、対象となる行為の名称・内容・期待されている結果のみではなく、代替治療、副作用や成功率、費用、予後までも含んだ正確な情報が与えられることが望まれている。また、患者・被験者側も納得するまで質問し、説明を求めなければならない。これは医療倫理から派生した概念であり、患者の権利の一つともされる。
インフォームド・コンセントについて、日本医師会生命倫理懇談会は1990年に「説明と同意」と表現し、患者の自己決定権を保障するシステムあるいは一連のプロセスであると説明している。1997年に医療法が改正され「説明と同意」を行う義務が、初めて法律として明文化された。
医療法の一部を改正する法律（97年12月17日法律第125号）に基づくインフォームドコンセント義務の第１条の４第２項への挿入は96年12月13日に閣法として第139回国会衆議院本会議に厚生大臣小泉純一郎が趣旨説明を行い審議入りしたが提出年月日は96年11月29日で成立年月日は97年12月９日である。
医療法の一部を改正する法律（1997年法律第125号）
医療法（1948年法律第205号）の一部を次のように改正する
第１条の４中第３項を第４項とし、第２項を第３項とし、第１項の次に次の１項を加える。
２　医師、歯科医師、薬剤師、看護婦その他の医療の担い手は、医療を提供するに当たり、適切な説明を行い、医療を受ける者の理解を得るよう努めなければならない。
保健婦助産婦看護婦法の一部を改正する法律（2001年法律第153号)附則により同条文中の看護婦は以下のように看護師に字句修正されている。
２　医師、歯科医師、薬剤師、看護師その他の医療の担い手は、医療を提供するに当たり、適切な説明を行い、医療を受ける者の理解を得るよう努めなければならない。
なお、英語の本来の意味としては「あらゆる」法的契約に適用されうる概念であるが、日本語でこの用語を用いる場合はもっぱら医療行為に対して使用される（#日本語訳の取り組みを参照。医療行為以外については説明責任を参照）。
本項では医療行為に伴うインフォームド・コンセント、特に医師を始めとする医療サービスの提供者（以下、医療従事者）と、患者との間でなされるインフォームド・コンセントについて述べる。

## 概念
インフォームド・コンセントの概念として「説明・理解」と、それを条件にした「合意」の、いずれも欠けないことが重要である。また、ここでの「合意 (consent)とは、双方の意見の一致・コンセンサスという意味であり、必ずしも提案された治療方針を患者が受け入れるということを意味しない（医療従事者の提案を拒否すること「Informed refusal」も含まれる）。
患者が「全部お任せします」といって十分に理解しようとせずに署名だけするような事態や、医療従事者が強引に誘導して方針に同意させるような事態は、不適切なインフォームド・コンセントの典型例である。一方で、患者が充分な説明の元で治療方針を「拒否」し、医療従事者側がそれを受け入れた場合、これは充分なインフォームド・コンセントといえる。（医療において患者は、いかなる選択をしようと、公序良俗に反しない限り、自己決定権の範囲内として法的にも尊重される。）
インフォームド・コンセントは、旧来の、医師・歯科医師の権威（パターナリズム）に基づいた医療を改め、患者の自己決定権・選択権・自由意志を最大限尊重するという理念に基づいている。説明する側は医療行為の利点のみならず、予期される合併症や、代替方法についても十分な説明を行い、同意を得る必要がある。また、この同意はいつでも撤回できることが条件として重要である。こうすることで初めて、自由意志で治療または実験を受けられることになる。
臨床試験/治験についてインフォームド・コンセントの必要性を勧告したヘルシンキ宣言は、ナチス・ドイツの人体実験への反省から生まれたニュルンベルク綱領をもとにしている。
日本では、1990年1月の日本医師会第II次生命倫理懇談会「『説明と同意』についての報告」、1996年日本医師会第IV次生命倫理懇談会「『医師に求められる社会的責任』についての報告」に始まり、1997年（平成9年）の医療法改正によって、医療者は適切な説明を行って、医療を受ける者の理解を得るよう努力する義務が初めて明記された。さらに国際法的にも2006年11月に議決されたジョグジャカルタ原則によってその必要性と重要性が明記された。
説明・理解のない治療で侵襲を与えた場合、近年の日本では民事訴訟で医療従事者側に対する損害賠償が認められる傾向にある。説明・理解のない治療は刑法上の傷害罪や殺人罪に当たるという主張もある。ただし、現在の日本では、これらの容疑で医療従事者が起訴されることは非常に稀である。

### 日本語訳の取り組み
インフォームド・コンセントは、1990年に日本医師会が公表した「『説明と同意』についての報告」において「説明と同意」という語で表現され、アメリカ合衆国のシステムを参考に日本国独自のものとしてまとめられた。これがインフォームド・コンセントの最も有名な和訳とされている。その他、「説明、納得、同意」などの日本語もあてられてきた。
しかし、ここで日本医師会生命倫理懇談会が「説明と同意」という語で表現したのは、日本国とアメリカ合衆国ではインフォームド・コンセントの概念が異なるからである。日本医師会の常任理事は「説明と同意」と「インフォームド・コンセント」は概念が異なるため「インフォームド・コンセント」という言葉を入れてはいけないと発言している。医療制度や国民性の差異によって、インフォームド・コンセント法理の発展には相違がある。
訴訟社会であるアメリカ合衆国では、医療過誤が弁護士の餌食となっており、本来の意義とは異なり、インフォームド・コンセントは裁判に訴えられないための防波堤としての場合もある。このような医療不信や訴訟の増加は、大きな社会的費用となりうる。
1993年、厚生省は『インフォームド・コンセントのあり方に関する検討会』を設置し、インフォームド・コンセントの法制化は、医療従事者と患者の信頼関係を損なう恐れがあるとして否定的な見解を出し、用語については強い訳語を作らないで「インフォームド・コンセント」と片仮名で表記する内容の報告書を提出した。インフォームド・コンセントは「患者が医療者に行うものであって、医療者はインフォームド・コンセントを受ける側である」ため、日本語に翻訳するとしっくりせず、インフォームド・コンセントとしてそのまま使用されている。
これに対し日本弁護士連合会は、2011年10月6日第54回人権擁護大会の声明において、「我が国には、このような基本的人権である患者の権利を定めた法律がない」「日本医師会生命倫理懇談会による1990年の『説明と同意』についての報告も、こうした流れを受けたものではあるが、『説明と同意』という訳語は、インフォームド・コンセントの理念を正しく伝えず、むしろ従来型のパターナリズムを温存させるものである」と批判した。
一方、医師と患者のなれ合いが、インフォームド・コンセントを積極的に推し進める場合の障害になっていることは否定できない。そこで「日本的インフォームド・コンセント」が必要だと言われることとなる。なお、2003年4月に国立国語研究所の外来語委員会が「説明と同意」に加えて「納得診療」という表現を提案しているが、「納得診療」という表現は、日本語として根付いていない。

## 起源
インフォームド・コンセントの起源は二つあり、一つは第二次世界大戦時のナチスによる人体実験、もう一つは欧米の医療過誤訴訟である。

### 医療過誤訴訟
1894年、ドイツのライヒ裁判所での判決において、治療の際の同意の原則が確認されている。医師が骨癌を患った幼児に、父親の反対をよそに下肢を切断し救命したという事件である。裁判所は医師に対し、「治療行為が医学的に正しく、それが成功したとしても、それは刑法上の傷害罪に該当する。傷害罪を不成立とするためには原則として同意が必要である」とし、この医師を有罪とした。その後も、ドイツでは1951年に精神科治療のための電気ショックにおける骨折のリスクについて説明と同意が必要とされた事件（第1電気ショック事件）や、1957年には子宮筋腫の手術において、同意のもと開始された手術の途中で、子宮筋腫の範囲が広範囲であったことから切除範囲を拡大したことで、広汎な手術に対する同意が得られていなかったという事件（子宮筋腫事件）があった。患者の同意や自己決定を重視した判例があったことが確認できる。アメリカでは1957年サルゴ対リーランド・スタンフォード二世大学理事会事件で「インフォームド・コンセント」という言葉が初めて使われた。これにより、医師に法的に説明義務が課された。

### 人体実験
第二次世界大戦時に行われたナチスの人体実験について、医師らを裁くニュルンベルク裁判のなかで、「ニュルンベルク綱領」が明示された。冒頭部分には被験者の自発的な同意が不可欠であることが示されており、自発的な同意の条件として、事前に実験の研究の期間、目的、実施方法や手段、リスクなどの説明を行い、同意を得ることなどが示されている。

## 実践
医療法第1条の4第2項は「医療の担い手は、医療を提供するに当たり、適切な説明を行い、医療を受ける者の理解を得るよう努めなければならない」と定めている。
インフォームド・コンセントを患者の自己決定権を保障する「システム」あるいは「一連のプロセス」と捉えると、医師の説明義務の内容は患者が自己決定権を行使するために必要な情報を提供するものと考えられる。したがって、患者にとって理解しやすい形で懇切丁寧に行われなければならない。その相手は原則として患者本人である。
一般的には、治療を受ける本人（や家族）が、口頭（必要に応じて文書や診療録開示を併用）にて治療方針の通知・説明を受ける、という方法が採られる。要する時間は状況により大きく異なるが、短い場合で数分、長い場合には数十分やそれ以上の時間が当てられる。
医療従事者側は、病名、病状、予後等の説明に際して、科学的に正確に伝えることも大事だが、患者が真に納得して受け入れるためには、患者の心情や価値観、理解力に配慮したわかりやすい説明が必要である。したがって専門用語を羅列するようなものは望ましくない。また、一方的な説明ではインフォームド・コンセントにはならないので、患者に行おうとする医療措置のメリット・デメリットを公平に提示する必要がある。
本人と家族の希望が食い違うことは稀ではないが、インフォームド・コンセントの原則では患者本人の意思が、配偶者や親、その他の家族の意思よりも優先される。しかし闘病には家族の理解と支えも欠かせないものなので、ある程度重要な問題に関しては、可能な限り家族の関与があることが望ましい。ただし、医療従事者には、患者が十分な判断力を有する場合、本人への説明義務はあるが、その家族に対して説明する法的義務はないとされる。
選択可能な方針が複数ある場合（例えば、ある種の癌で手術と化学療法の予後に大差がないと考えられる場合）、患者が主体的に複数の方針からひとつを選択するよう促されることがある。このように患者が方針の選択まで行うことを特にインフォームド・チョイス (informed choice) 、または、インフォームド・デシジョン・メイキング (informed decision making) と呼び区別することもある。
充分に納得が得られ医療従事者側の方針を受け入れる場合にせよ、拒否する場合にせよ、患者側は「十分な説明を受け理解した上で、同意します/拒否します」という、書面での明確な意思表示を求められる。必ず書面で合意を得るべきという法的根拠はないが、一般的には重要な問題に関しては、ほぼ全例で書面による意思確認がなされる。このような手続きをふまえて同意が成立した場合、患者は自己が選んだ方針とその結果に対して、責任を持つことになる。また、明確に合意を撤回する意思を示さない限り、選択した方針に協力しなければならない。
起こりうると予想された望ましくない結果（合併症など）については、責任の追及を行わない旨の誓約書に署名をさせられる場合もある。ただしこれは重過失がある場合の責任追及や、裁判を受ける権利までを制限するものではない（それらまで制限する契約は公序良俗に反するとされる）。

### 典型的な同意書の文面例
| 表明する 意思 | 文面の例 |
| ------------- | --- |
| 同意          | 私 （患者名） は、医師 （医師名） より、現在の病状・予想される副作用・代替の治療法について十分な説明を受け、理解しましたので、治療方針を受け入れることに同意します。 ○年○月○日 （署名） |
| 拒否          | 私 （患者名） は、医師 （医師名） より、現在の病状・予想される副作用・代替の治療法について十分な説明を受け、理解しましたが、治療方針を受け入れることを拒否します。 ○年○月○日 （署名）   |

### 患者側で注意すること
1. 理解力のある家族と一緒に説明を聞く。理解できるまで説明を求める。
  - プライバシーや情報伝達に関わるトラブルを防ぐためには、説明を受ける家族は固定され、あまり多くなりすぎないことが望ましい。患者にとっての「キーパーソン」が誰なのか、あらかじめ指定させられることがある。
2. 正確な診断名・病期などを聞き、書面による説明を受ける。
3. その疾患がどんな疾患なのかの説明を受ける。
4. どんな治療法があるのか、各治療法ごとの利点・欠点を、予後QOL、多くの症状例（合併症状）を含めて聞く。
5. 治療をしない場合の経過を聞く。場合によっては無治療（経過観察）が最善の方針である場合もある。
6. 当該治療行為を採用する理由、有効性とその合理的根拠、改善の見込み。
7. その病院での当該疾患の治療経験や成績について尋ねる。その疾患に対する他の治療施設の有無を尋ねる。
8. また自ら医学関係の書物を読み、基礎知識（医学で用いられる簡単な専門用語など）を得ておくことも重要である。
9. 病院や医師の価値観により、医学的には同じ内容説明でも、治療方針が異なる場合もある。
10. 最終的には、患者は医療従事者や家族や第三者を含めた他の人の意思に左右されることなく、自らの自由意思に基づいて決定しなければならない。

### 患者からの開示要求を拒みうる場合
日本医師会ガイドラインでは、病名を正確に告知することで患者自身がショックを受け、病状が悪化する、ないしは発作的に自殺や殺人などの自傷・他害行為を行うことが予想される場合、医療従事者側の説明義務の例外とみなされる。やむを得ず患者には病名や治療方法を知らせず、保護者や家族等に病名を知らせるといった対応が取られることもある（のちに患者の状態が十分安定したときに病名の告知をすることもある）。

## インフォームド・コンセントが困難な場合
医師・歯科医師を始めとする医療従事者は、あらゆる医療行為について、インフォームド・コンセントを得る責任があると言う概念は、2009年（平成21年）現在、一般論として各医療機関にほぼ普及している。
しかし、インフォームド・コンセントの概念自体、患者に十分な理解・判断能力（「治療同意能力」または単に「同意能力」と呼ばれる）と、十分な時間的余裕があるという前提で成り立っている概念である。実際の医療現場でインフォームド・コンセントを行うにあたり、以下のような困難な状況が生じる。

### 未成年患者
注射を嫌がり続ける幼児に対しては、保護者の同意のもとに治療行為が行われる。子供には「未来を得る権利」があるため、その時点での自己決定権を制限されるという考えがあり、これが子供の自己決定権が保護者によって代替される根拠となっているとされる。
たとえ未成年者であっても、判断能力があると認定される限りにおいて、患者本人の意思が尊重されると考える者が多いが、何歳から判断能力を有するとされるかについて統一見解はない。何歳までを未成年者（法的に十分な責任能力を有しないとされる年齢）も各国で違いがある。アメリカ小児科学会のガイドラインでは15歳以上からはインフォームド・コンセントを得るべきとされている。 英国のガイドラインでは、16歳未満の患者については本人が理解・同意することが困難な場合、親や介護者の同意が必要となる。日本で病院独自のガイドラインを持っている場合でも、12歳から20歳まで、その基準にはばらつきが見られる。未成年者に同意能力があると言えない場合にも、未成年者の意向は賛意（アセント）として尊重される必要がある。

### 意思の疎通が出来ない患者
患者に意識障害があったり、認知症などのために判断能力（意思能力）を欠くために、患者自身の意思が確認できない場合は、家族など代理人の同意にて診療行為を行わざるを得ない。通訳を準備する時間的余裕が無ければ言語的障害も意思疎通を欠く事になる。
法律上の後見人等による同意については成年後見制度、制限行為能力者も参照。

### 精神疾患患者
精神障害の場合、その病状によっては、説明を傾聴し、理解し、治療に対して同意を行うことが困難なこともある。このような状況を踏まえ精神保健法を根拠とする治療では、医療専門家が患者の意思決定を上書きできる規定がある。
日本においては精神保健及び精神障害者福祉に関する法律にて、患者の意思に関わらずに合法に入院させる制度が規定されている。医療保護入院では、精神保健指定医の診断のもと、家族の同意に基づいて精神科病院での入院加療が行われる。自傷他害の恐れが強い場合には、措置入院、緊急措置入院など、家族の同意無しでも強制的に患者を入院させる制度がある。

### 救急患者
患者が生命の危機に瀕している場合など時間的余裕がない場合、事前の説明を省略し、一般的な治療を優先させてから事後の説明を行うことはやむを得ない、と考えられている。このような場合、合理的な人間であれば同意したであろうという推定的同意（合理的人間仮説）を根拠に治療が行われる。医療従事者も詳しい説明をする余裕はないし、仮にそのような慌ただしい状況で同意を得ても、法的拘束力には疑問が残る。
なお、そのような緊急事態に備え、あらかじめ意思表示を行っておくことは差し支えない。このような例としては、心肺停止時の蘇生を拒否するDNRの意思表示や、臓器提供意思表示カード、エホバの証人信者の一部が携帯している輸血に対する意思表明のためのカードなどがある。

### がん
癌の告知の際、日本では、家族にのみ病名を告げるというのが過去から長く続いた慣習であった。これはインフォームド・コンセントの概念に反し、実際インフォームド・コンセントの概念の普及とともに、癌の告知率は大きく上昇した。現代の日本ではほぼ全ての医療機関が、患者本人に正しい病名を告知することを原則としている。
一方で、癌（特に終末期）の場合は病名を告知して欲しくないと考える人は今でも多く、実際に本人の望まない告知によって精神的苦痛を与えられたとして訴訟まで至った例もある。最善の治療を尽くしても予後が悪いと考えられる場合、インフォームド・コンセントの原則を忠実に守るなら、例えば「あなたは癌末期であり3ヶ月以内に死亡すると考えられる、手術は不可能であり、治療方針は苦痛を取るための緩和医療が主体となる、退院できる見込みはほぼゼロである」といった情報は、まっさきに患者本人に伝えなければならないことになる。実際にこれらの情報を伝えることが前提となる緩和医療が、日本でも浸透しつつある。しかし、ここまで明瞭な情報が患者本人に告知されることは、世界的に見ても多くはない。本人の性格や精神状態、家族の希望は千差万別であり、これらを考慮しながら最終的に伝える情報の範囲を決めていき、禍根を残さないように配慮する、といった対応をとる場合もある。

### 医学上の定説と著しく異なる方針を選ぶ患者
医学的に標準と考えられる治療法以外の治療法を患者が選択することがある。特に、医学的見地からはほぼ明らかに不適切な方針を患者が選択する場合がある。インフォームド・コンセントの理念に基づけば、十分な情報を提供された上での選択であるならば、患者の主体的な選択が優先されるべきである（反対意見については後述する）。
判例には、宗教上の信念から輸血を拒否したエホバの証人の信者に対して、輸血治療を拒否する明確な意思があることを知りながら輸血の方針に関し説明をしないで手術を施行した医師と病院に対する損害賠償請求を認めたものがある（後述参照）。
なお、単なる誤解や説明不足に起因して患者が誤った判断を行った場合には、医療従事者側に説明義務違反が問われる。

## 批判と議論

### パターナリズムとの衝突
健康で判断力を備えた成人ばかりを対象とするわけではない医療においては、困難の欄で述べたごとく、インフォームド・コンセントの前提がそもそも成り立たず、パターナリズムによる医療が行われる場面は多い。
患者が十分な理解力を備えた成人である場合でも問題が無いわけではない。あらゆる医療行為に伴って起こる可能性があり専門家が考慮すべき医学的事項は膨大な範囲に及ぶが、素人である患者は、専門家とはかけ離れた、限られた量の知識を元にして判断せざるを得ない。そのため、「患者の主体性」を無制限に認めることが果たして良いことかどうか疑問視する考えもある。
しかし、インフォームド・コンセント自体はそのような情報量の不均衡は当然の前提とした上で確立してきた概念である。専門知識と経験をもとにして、真摯なアドバイス・提案を行い、それを聞いた素人が自分の価値観で判断をすることで成り立つものである。「充分な情報提供 (inform) 」が何より重要な前提ではあるが、その上でなされた患者の自己決定権（とそれに伴う責任）は、最大限に尊重されるべきであるとする立場である。
なぜなら、専門家の話しは素人に理解できるはずがない（から勝手に治療内容を決めてしまえ）、という考えそのものがパターナリズムであるという批判があるからである。
前述のエホバの証人の判例が示すように、現在では日本でも、パターナリズムよりも患者の自己決定権が優先される傾向にある。書籍やインターネット等である程度専門知識が得やすくなったことも、この傾向を後押しする要素となっている。
それでも、患者が、医学的観点から不適切であることがほぼ確実な治療方針を自ら選ぶ、と言った極端な場合においては、生命を守ることが使命である医療従事者側は、非常に強い心理的抵抗を受けることがある。絶対的無輸血治療を選択する患者は受け入れない方針の病院も多いなど、主体性の尊重とパターナリズムとの衝突は、結果として病院による診療拒否にすら繋がることがある未解決の問題である。

### 説明の範囲
前述の通り、インフォームド・コンセントの理念が達成されるためには、患者が正確な情報を充分に与えられることが重要だが、どの程度までの情報を提供すれば「充分」なのかについては、2007年（平成19年）現在、各医療機関の裁量に任されており、具体的なガイドラインはほとんど存在しない。裁判例においても見解が必ずしも一致しておらず、法整備やガイドライン作成が望まれている。
たとえば積極的な医療行為の説明にあたって、患者本人のQOLに対して医療上望ましくないケースや予後が不明である場合であっても、医療上の欠点を説明しない事や曖昧にする例がある。これには、医療者側としては患者に対する精神上の配慮、医療者責任回避や医学の推進意図、患者側としては治療に対する過度の期待が背景にある。癌の化学治療や手術、骨髄移植（造血幹細胞移植）などで発生しやすい。

### 現状
「患者に意思確認を行えば医療行為が正当化されるという部分だけに着目し、医療側の免責要件として理解されている側面」つまり、現状、手術で思わぬ副作用や合併症がおきる可能性がありますが責任を負う事は出来ません、というような単なる「（免責事項）同意書」のような扱いにしかならない可能性が批判されている。

## 獣医学領域におけるインフォームド・コンセント
獣医師法においては直接の規定はないが、獣医学領域においてもインフォームド・コンセントの概念は必要とされている。ただし、医学領域と異なり、インフォームド・コンセントの対象となるのは治療される動物ではなく、その飼育者である。

## 訴訟
インフォームド・コンセントの重要性が強調されるにつれ、本来の医療行為等に対する医療不信以外に、説明義務違反についても訴訟が起こされるように改善されてきた。患者の自己決定権や、説明義務違反が争点となった最高裁判所の判例もかなり出てきている。

### エホバの証人輸血拒否事件
あらかじめ輸血を拒否していたエホバの証人の信者である患者に対して十分な説明を行わず輸血を行った医師と病院に、患者が損害賠償を請求した事件。2000年2月19日、最高裁判所は、宗教上の理由で輸血を拒否する意思決定を行う権利は人格権の一内容として尊重されると認めた上で、十分な説明を行わず輸血を行ったことにより患者の意思決定をする権利を奪い、人格権を侵害したとして、日本国と東京大学医科学研究所付属病院の担当医に対して患者の遺族（患者は一審判決後に死去）へ55万円の支払いを命じる判決を下した。

## フィクション
- 白い巨塔……同作で扱われる誤診が最終的には「主人公財前五郎が患者へのインフォームド・コンセントへの不足していた」という形で敗訴となっている。